# Xã Clement, Quận Dickey, Bắc Dakota
Xã Clement (tiếng Anh: Clement Township) là một xã thuộc quận Dickey, tiểu bang Bắc Dakota, Hoa Kỳ. Năm 2010, dân số của xã này là 109 người.